# 托马斯·施特龙茨
托马斯·施特龙茨（德語：Thomas Strunz，1968年4月25日—），德国男子足球运动员，场上位置是中场。他曾代表德国参加1994年国际足联世界杯，他也曾获得1996年欧洲足球锦标赛冠军。